# الغزوات المغولية لكوريا
شملت الغزوات المغولية لكوريا (1231-1259) سلسلة من الحملات التي شنتها الإمبراطورية المغولية بين عامي 1231 و1270 ضد مملكة غوريو (الدولة البدائية لكوريا المعاصرة). نُفّذت سبع حملات رئيسية نتج عنها خسائر فادحة في أرواح المدنيين على امتداد شبه الجزيرة الكورية، لتتحول كوريا في نهاية المطاف إلى دولة تابعة لأسرة يوان المغولية الحاكمة لمدة قاربت 80 عامًا.
أسفرت معظم الحملات عمومًا عن إلحاق غوريو الهزيمة بالقوات المغولية ودحرها، لكن تغيّرت هذه الحالة في الحملة المغولية الأخيرة التي أجبرت غوريو على إبرام معاهدة سلام والدخول في حالة تبعية.

## الحملات الأولية
عمد الخيتانيون إلى غزو مملكة غوريو هربًا من المغول في عام 1216، وهزموا الجيوش الكورية في مناسبات عدّة، ووصلوا إلى بوابات العاصمة وتوغلوا في أعماق الجنوب، لكن توقف تقدمهم على يدي الجنرال الكوري كيم تشوي-ريو الذي أجبرهم على التراجع شمالًا إلى بيونغان، حيث تم القضاء على الخيتانيين المتبقيين من قبل القوات المغولية والغوريوية المتحالفة في عام 1219.  يُحتمل أن أصل هؤلاء الخيتان يعود إلى جماعة الجزارين (بالكورية: 백정).
كان غوجونغ الغوريوي (حكم خلال 1213-1259) الملك الثالث والعشرين لأسرة غوريو في كوريا. طالبت الإمبراطورية المغولية في عام 1225 من غوريو تقديم البضائع كجزية. قُتِل المبعوث المغولي تشو-كو-يو، واستغل المغول وفاته كذريعة لغزو مملكة غوريو.
أمر أوقطاي خان بغزو كوريا في عام 1231. تولى الجنرال ساريتاي قيادة الجيش المغولي المتمرس حربيًا (يجب عدم الخلط بينه وبين سارتاج، وهو خان مغولي لاحق). عبَر الجيش المغولي نهر يالو وأحكم قبضته بسرعة على بلدة أويجو الحدودية. انضم هونغ بوك وون إلى المغول، وهو جنرال غوريوي خائن. حشد تشوي وو أكبر عدد ممكن من الجنود ضمن جيش تألف إلى حد كبير من المشاة وحارب المغول في كل من أنجو وكوجو (كوسونغ حاليًا). استولى المغول على أنجو، لكنهم أُجبروا على التراجع بعد حصار كوجو. عمد ساريتاي، الذي أحبطه الحصار الحربي، إلى استخدام قدرة جيشه الكبيرة على التنقل ومن ثم تجاوز جيش غوريو، وبذلك نجح في الاستيلاء على العاصمة في كايسونغ. وصلت عناصر من الجيش المغولي إلى تشنغجو في شبه الجزيرة الكورية الوسطى، لكن اعترض تقدمهم جيش من العبيد الذين حاربوا حتى الموت تحت قيادة جي جوانج سو. سعت غوريو إلى تحقيق السلام، نتيجة عجز المملكة عن مقاومة الغزاة المغول مع سقوط عاصمتها. على أي حال، طلب المغول 10000 قطعة من جلود القضاعة، و20000 حصان، و10000 قطعة من الحرير، وملابس تكفي مليون جندي، وعدد كبير من الأطفال والحرفيين ليخدموا كعبيد وخدم للإمبراطورية المغولية. بدأ الجنرال ساريتاي بسحب قواته الرئيسية إلى الشمال في ربيع عام 1232، تاركًا اثنين وسبعين مسؤولًا إداريًا مغوليًا متمركزين في مدن مختلفة في شمال غرب مملكة غوريو لضمان التزام غوريو بشروط معاهدة السلام.